# Dipartimento di Avellaneda (Río Negro)
Avellaneda è un dipartimento argentino, situato nella parte centro-settentrionale della provincia di Río Negro, con capoluogo Choele Choel.
Esso confina a nord con la provincia di La Pampa, a est con il dipartimento di Pichi Mahuida, a sud con i dipartimenti di San Antonio, Valcheta e Nueve de Julio; e ad ovest con quelli di General Roca e El Cuy.
Secondo il censimento del 2001, su un territorio di 20379 km², la popolazione ammontava a 32 308 abitanti, con un aumento demografico del 18,24% rispetto al censimento del 1991.
Il dipartimento, nel 2001, è composto da:
- 7 comuni (municipios):
  - Chimpay
  - Choele Choel
  - Darwin
  - Coronel Belisle
  - Luis Beltrán
  - Lamarque
  - Pomona
- 1 comisión de fomento:
  - Chelforo